# Бьёрклёвен
Хоккейный клуб «Бьёрклёвен» ИФ (швед. IF Björklöven) — профессиональный хоккейный клуб из города Умео. Выступает в хоккейной лиге Аллсвенскан. Домашняя арена — Умео Арена — вмещает 6 000 зрителей.
Выступления в Шведской хоккейной лиге: 1976—77, 1978—1989, 1993—94, 1998—99 и 2000—01.

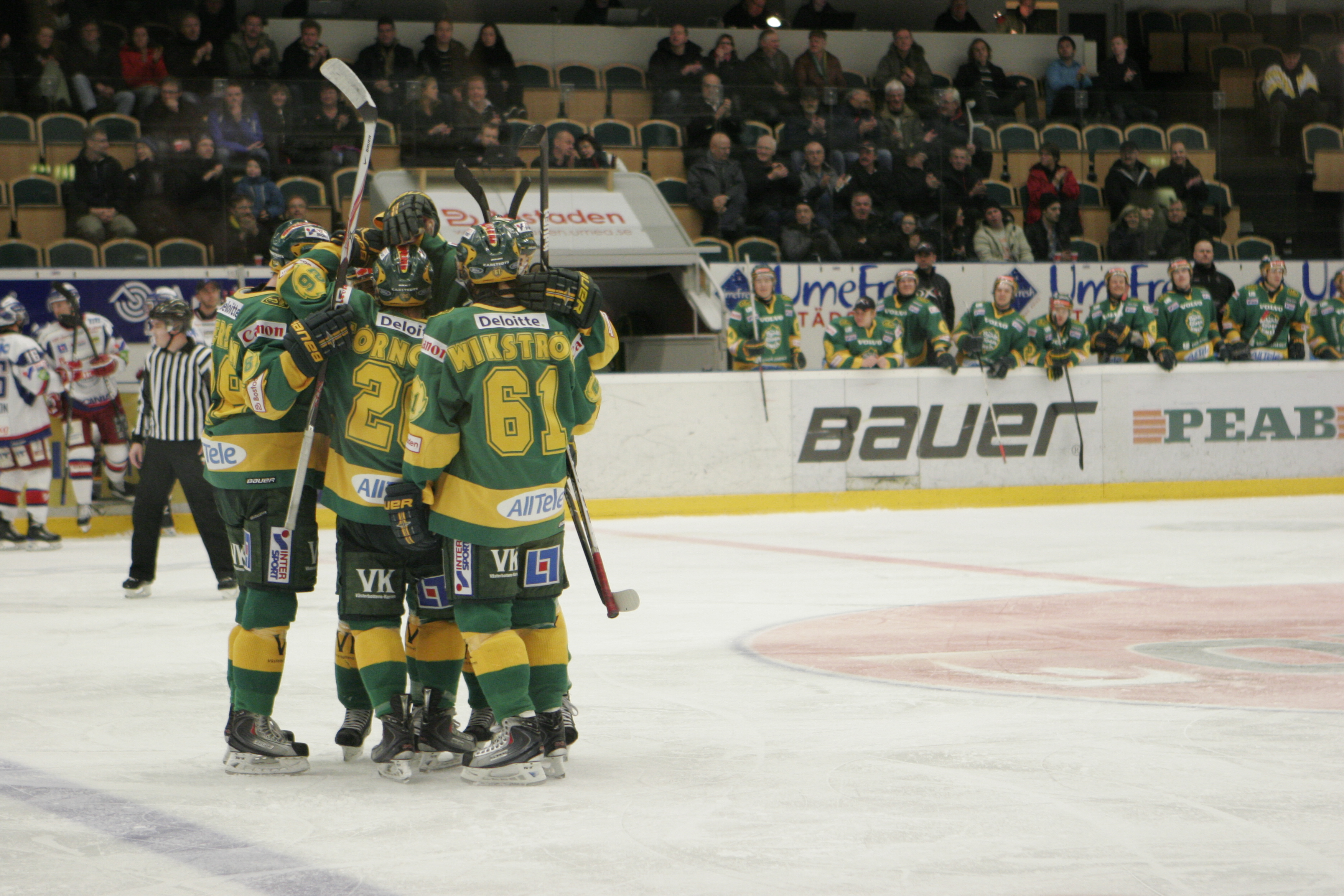
Игроки «Бьёрклёвена»

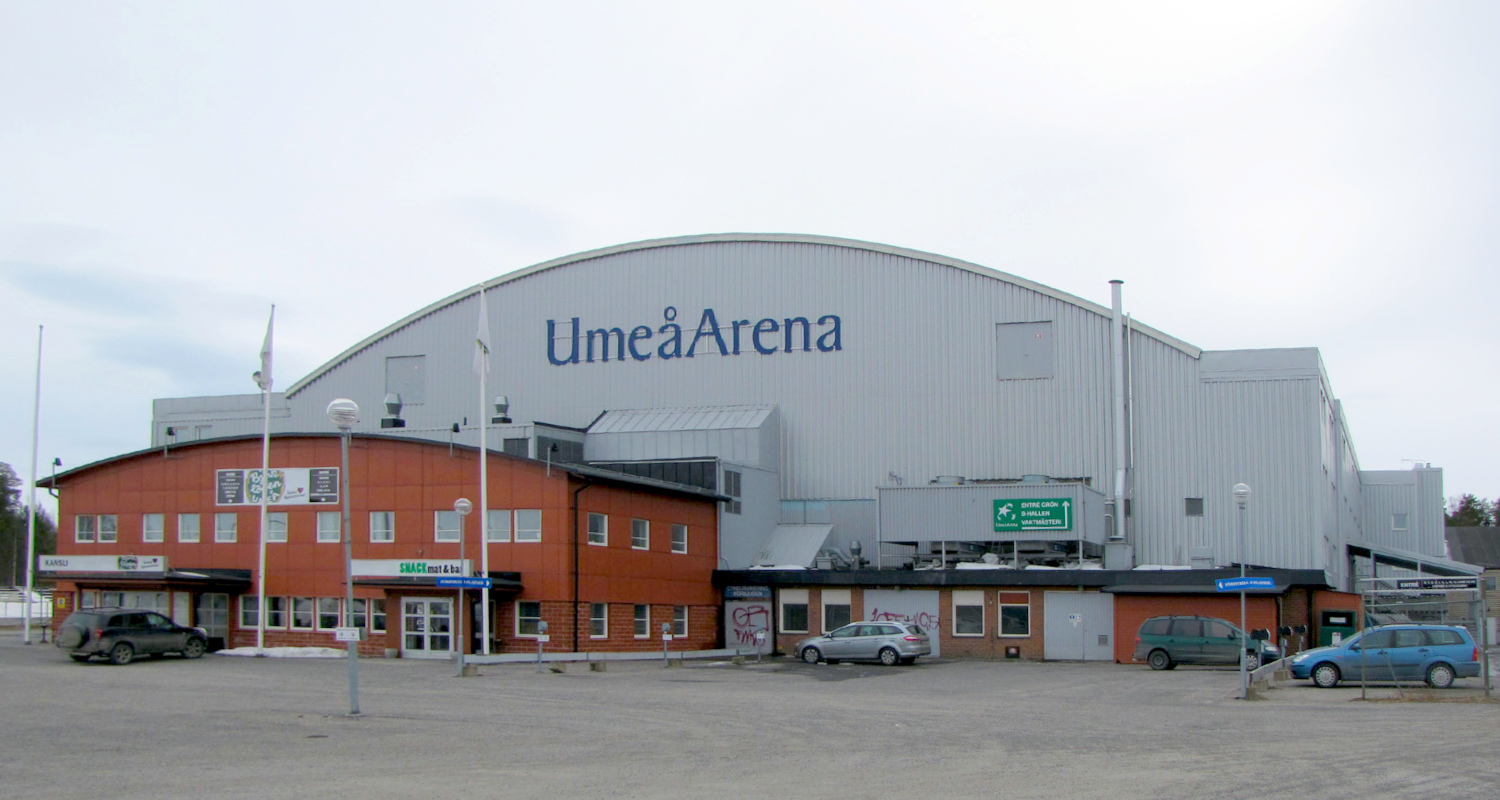
Умео Арена

## Достижения
Шведская хоккейная лига
- Золото: 1987
- Серебро: 1982, 1988

Аллсвенскан
- Золото: 1976, 1998, 2000, 2002

## Изъятые номера
- 9 — Александр Белявский
- 17 — Патрик Сандстрём
- 23 — Рогер Хегглунд
- 27 — Туре Эквист